# Мид (језеро)
Мид (енгл. Lake Mead) је вештачко језеро у Сједињеним Америчким Државама. Налази се на територији америчких савезних држава Аризона и Невада. Површина језера износи 640 km².